# جوزيف-أرماند لاندري
جوزيف-أرماند لاندري هو سياسي كندي، ولد في 14 ديسمبر 1918 في جزر الماجدلين في كندا، وتوفي في 23 مارس 1985 في Sainte-Foy, Quebec City ‏ في كندا. نشط حزبياً في الحزب الليبرالي الكندي. وقد انتخب عضو مجلس العموم الكندي.